# Dracaena konaensis
Dracaena konaensis o Pleomele hawaiiensis es una especie de fanerógama de la familia Asparagaceae, anteriormente incluida en Ruscaceae, que es endémica de Hawái. Se encuentran en los bosques secos o lluviosos tropicales en suelos de lava en alturas de 300 a 800 metros.

## Hábitat
Se encuentra asociada a otras plantas, incluidas Metrosideros polymorpha, Diospyros sandwicensis, Sophora chrysophylla, Psydrax odorata, Cocculus orbiculatus, Myoporum sandwicense, Nestegis sandwicensis, Nototrichium sandwicense, Sida fallax, Erythrina sandwicensis, Santalum spp., Osteomeles anthyllidifolia, Caesalpinia kavaiensis, Colubrina oppositifolia, Neraudia ovata, Capparis sandwichiana, Bidens micrantha, y Nothocestrum breviflorum. Está amenazada por pérdida de hábitat.

## Taxonomía
Dracaena konaensis fue descrito por (H.St.John) Jankalski y publicado en Sansevieria 18: 21. 2008.
Etimología
Ver: Dracaena
konaensis: epíteto
Sinonimia
- Pleomele konaensis H.St.John, Pacific Sci. 39: 185 (1985).
- Pleomele hawaiiensis O.Deg. & I.Deg. in O.Deg., Fl. Hawaiiensis 68: s.p. (1980).
- Pleomele kaupulehuensis H.St.John, Pacific Sci. 39: 183 (1985).[5]